# لين فريد
لين فريد (بالإنجليزية: Lynn Freed)‏ (18 يوليو 1945، ديربان في جنوب أفريقيا)؛ كاتِبة وروائية جنوب أفريقية.